# Plasma Sources Science and Technology
Plasma Sources Science and Technology is een internationaal, aan collegiale toetsing onderworpen wetenschappelijk tijdschrift op het gebied van de plasmafysica.
De naam wordt in literatuurverwijzingen meestal afgekort tot Plasma Sourc. Sci. Tech.
Het wordt uitgegeven door IOP Publishing namens het Institute of Physics.
Het eerste nummer verscheen in 1992.